# Franz Spillmann
Franz Spillmann (* 1. Jänner 1901 in Scharnstein-Viechtwang, Oberösterreich; † 6. Juni 1988) war ein österreichischer Paläontologe, der seine Forschungsschwerpunkte in Ecuador und Peru hatte.

## Leben
Spillmann war der Sohn des Hofrates Alois Spillmann, der als Ingenieur und Leiter der Wildbachverbauung in Oberösterreich tätig war. Nach dem Besuch der Volksschulen in Scharnstein und Linz und des Landesreal-Obergymnasiums in St. Pölten absolvierte er ab 1915 die Militäroberrealschule in Wien, wo er 1919 die Matura ablegte. Von 1919 bis zum Sommersemester 1924 studierte er fünf Semester an der Tierärztlichen Hochschule Wien, wo er Teilprüfungen in den Fachbereichen Zoologie, Histologie, Embryologie, Physik und Chemie ablegte. Im Wintersemester 1920/1921 besuchte er als außerordentlicher Hörer Vorlesungen in Paläontologie, Paläobiologie und Wirbeltierzoologie an der Universität Wien.
Zwischen 1920 und 1925 sammelte Spillmann in Niederösterreich zahlreiche Kleinsäuger, vor allem Fledermäuse. Einige Belege schenkte er Otto Wettstein und dem Naturhistorischen Museum Wien. Der Großteil seiner Schädel- und Skelettsammlung wurde jedoch 1925 von Wilhelm Marinelli für die zoologische Sammlung der Universität Wien erworben. 1923 wirkte er an Othenio Abels Grabung in der Drachenhöhle bei Mixnitz mit. 1924 wurde er zum Mitglied der Paläontologischen Gesellschaft gewählt.
1925 zog er nach Quito in Ecuador, wo er von 1927 bis 1937 den Direktorenposten des naturwissenschaftlichen Kabinetts der Universidad Central del Ecuador innehatte und von 1938 bis 1942 als Professor an der Universidad Central del Ecuador lehrte. 1942 wurde Spillmann Naturhistoriker und Leiter der paläontologischen Abteilung am Oberösterreichischen Landesmuseum in Linz. In den sechs Jahren seiner Amtszeit wurde die alte allgemeine paläontologische Schausammlung vollkommen neu geordnet und durch den Ankauf von 1251 Fossilien-Proben aus dem Nachlass des Schulrates Kröner in Bad Reichenhall erweitert. 1943 wurde er mit der Dissertation Eremotherium carolinense. Genus et Species novum. Eine paläobiologische Studie eines pleistocänen Riesensteppentieres zum Dr. rer. nat. an der Universität Wien promoviert. Von 1948 bis 1962 war er Professor für historische Geologie und Mikropaläontologie an der Universidad Nacional Mayor de San Marcos in Peru. Von 1964 bis 1969 war Spillmann wissenschaftlicher Beamter am Niederösterreichischen Landesmuseum in Wien.
1927 beschrieb Spillmann die Faultiertaxa Bradypus ecuadorianus und Bradypus nefandus aus der ecuadorianischen Küstenregion Costa, die jedoch heute als Synonyme für das Braunkehl-Faultier (Bradypus variegatus) gelten. 1929 schrieb er eine Analyse über einen neuen Zahntyp bei Fledermäusen. Dies waren die ersten säugetierkundlichen Artikel, die in dem seit 1883 erscheinenden Universitätsjournal Anales de la Universidad Central del Ecuador veröffentlicht wurden. Weitaus bedeutender sind jedoch seine Artikel über fossile Säugetiere, von denen er 64 Taxa beschrieb, darunter im Jahr 1948 die Faultiergattung Eremotherium und 1959 die Seekuh Halitherium abeli aus dem Oligozän des Linzer Beckens, die heute als Synonym für Lentiarenium cristolli (Fitzinger, 1842) gilt.
Heute werden mehr als 240 Exemplare von etwa 60 Arten in Museen in Brasilien, Ecuador, den Vereinigten Staaten und Frankreich aufbewahrt, wobei sich die beiden größten Sammlungen im Museo de Historia Natural „Gustavo Orcés V.“ der Escuela Politécnica Nacional in Quito und im Brasilianischen Nationalmuseum in Rio de Janeiro befinden.
1942 beschrieb Spillmann die pleistozänen Vogelarten Archeoquerquedula lambrechti (heute ein Synonym für Anas bahamensis) und Aratinga roosevelti von der Santa-Elena-Halbinsel in Ecuador.

## Dedikationsnamen
Erwin Stresemann benannte im Jahr 1937 den Roststeißtapaculo (Scytalopus spillmanni) aus Ecuador nach Spillmann.

## Schriften (Auswahl)
- Das südamerikanische Mastodon als Zeitgenosse des Menschen majoiden Kulturkeises. Paläontologische Zeitschrift, 11, Berlin 1929, S. 170–177.
- Die Säugetiere Ecuadors im Wandel der Zeit, Verlag der Universidad Central, Quito 1931.
- Die fossilen Pferde Ekuadors der Gattung Neohippus. In: Palaeobiologica, 6, Wien/Leipzig 1938, S. 372–393 (zobodat.at [PDF]).
- Wissenschaftliche Tätigkeit und Heimatpflege in Oberösterreich. Landesmuseum. Botanisch-zoologische und Palaeontologische Abteilung. In: Jahrbuch des Oberösterreichischen Musealvereines. Jahrgang 92, Linz 1947, S. 26–33 (zobodat.at [PDF]).
- Die Sirenen aus dem Oligozän des Linzer Beckens (Oberösterreich), mit Ausführungen über „Osteosklerose“ und „Pachyosose“. In: Denkschriften der Akademie der Wissenschaften in Wien, mathematisch-naturwissenschaftliche Klasse, 110, Wien 1959, S. 3–68 (Digitalisat).
- Die fossilen Säugetierfaunen des Linzer Raumes. In: Geologie und Paläontologie des Linzer Raumes: Der Boden von Linz: Katalog zu den Ausstellungen des Stadtmuseums Linz in der Neuen Galerie der Stadt Linz, Wolfgang-Gurlitt-Museum und des OÖ Landesmuseums, Linz 1969, S. 56–69 (Digitalisat).
- Jungtertiäre Säugetierreste des unteren Pliozäns. In: Geologie und Paläontologie des Linzer Raumes: Der Boden von Linz: Katalog zu den Ausstellungen des Stadtmuseums Linz in der Neuen Galerie der Stadt Linz, Wolfgang-Gurlitt-Museum und des OÖ Landesmuseums, Linz 1969, S. 190–193 (Digitalisat).
- Die quartäre Säugetierfauna des Linzer Beckens. In: Geologie und Paläontologie des Linzer Raumes: Der Boden von Linz: Katalog zu den Ausstellungen des Stadtmuseums Linz in der Neuen Galerie der Stadt Linz, Wolfgang-Gurlitt-Museum und des OÖ Landesmuseums, Linz 1969, S. 196–200 (Digitalisat).
- Neue Rhinocerotiden aus den oligozänen Sanden des Linzer Beckens. In: Jahrbuch des Oberösterreichischen Musealvereines. Jahrgang 114, Linz 1969, S. 201–254, ooegeschichte.at [PDF].
- Ein Versuch, die Entstehung der Phosphorite aus dem Raum von Linz zu klären. In: Jahrbuch des Oberösterreichischen Musealvereines. Jahrgang 117, Linz 1972, S. 251–280, ooegeschichte.at [PDF].
- Halitherium Pergense (Toula). Eine Polemik um die Taxonomie und Alterseinstufung der Sirenenreste aus dem Sandstein von Perg (OÖ.) und Wallsee (NÖ.). In: Jahrbuch des Oberösterreichischen Musealvereines. Jahrgang 118, Linz 1973, S. 197–210, ooegeschichte.at [PDF].
- Ein neues Anthracotherium aus den oberoligozänen Linzer Sanden (Anthracotherium frehi n. sp.). In: Jahrbuch des Oberösterreichischen Musealvereines. Jahrgang 119, Linz 1974, S. 179–198, ooegeschichte.at [PDF].